# Гоми (Озургетский муниципалитет)
Гоми (груз. გომი) — село в Грузии, на территории Озургетского муниципалитета края (мхаре) Гурия.

## География
Село находится в западной части Грузии, на правом берегу реки Бжуджи, на расстоянии приблизительно 5 километров (по прямой) к востоко-юго-востоку от города Озургети, административного центра муниципалитета. Абсолютная высота — 251 метр над уровнем моря.

## Население
По результатам официальной переписи населения 2014 года, в Гоми проживало 344 человека (166 мужчин и 178 женщин). В национальной структуре населения грузины составляли 99,4 %, русские — 0,6 %.
| Год  | Население, человек |
| ---- | ------------------ |
| 2002 | 462                |
| 2014 | ↘ 344              |